# Премія НАН України імені Д. В. Волкова
Премія НАН України імені Д. В. Волкова — премія, встановлена НАН України з метою відзначення вчених, які опублікували найкращі наукові праці, здійснили винаходи і відкриття, що мають важливе значення для розвитку науки і економіки України за видатні наукові роботи в галузі теорії ядра та фізики високих енергій.
Премію засновано у 2007 р. постановою Президії НАН України від 11.07.2007 № 206 та названо на честь видатного українського науковця Волкова Дмитра Васильовича.
Премію імені Д. В. Волкова присуджує Відділення ядерної фізики та енергетики НАН України щодва 2 роки.

## Лауреати премії
Премії НАН України імені Д. В. Волкова було присуджено:

| Рік  | Тема | Лауреати                    | Коротко про лауреата |
| ---- | --- | --------------------------- | --- |
| 2020 | за цикл робіт «Теоретичні передбачення явищ з фізики високих енергій та їх експериментальні дослідження в релятивістських зіткненнях ядер» | Бугаєв Кирило Олексійович   | доктор фізико-математичних наук, провідний науковий співробітник Інституту теоретичної фізики ім. М. М. Боголюбова НАН України                                                                      |
| 2020 | за цикл робіт «Теоретичні передбачення явищ з фізики високих енергій та їх експериментальні дослідження в релятивістських зіткненнях ядер» | Пугач Валерій Михайлович    | член-кореспондент НАН України, завідувач відділу Інституту ядерних досліджень НАН України |
| 2017 | Монографія «Нейтронна діагностика рідкого стану речовини»                                                                                  | Булавін Леонід Анатолійович | доктор політичних наук, професор, академік НАН України (експериментальна ядерна фізика), завідувач кафедри Київського національного університету імені Тараса Шевченка                              |
| 2011 | Цикл робіт «Нові підходи у фізиці частинок, ядерній динаміці і астрофізиці»                                                                | Болотін Юрій Львович        | доктор фізико-математичних наук, старший науковий співробітник, Національний науковий центр «Харківський фізико-технічний інститут»                                                                 |
| 2011 | Цикл робіт «Нові підходи у фізиці частинок, ядерній динаміці і астрофізиці»                                                                | Корчин Олександр Юрійович   | доктор фізико-математичних наук, старший науковий співробітник, Національний науковий центр «Харківський фізико-технічний інститут»                                                                 |
| 2011 | Цикл робіт «Нові підходи у фізиці частинок, ядерній динаміці і астрофізиці»                                                                | Фомін Петро Іванович        | Член-кореспондент НАН України (астрофізика, астрономія), Інститут теоретичної фізики НАН України |
| 2008 | Цикл робіт «Фізика надважких ядер та поляризаційних явищ у квантовій електродинаміці та електродинаміці адронів»                           | Денисов Віталій Юрійович    | доктор фізико-математичних наук, професор, Член-кореспондент НАН України (ядерна фізика), Заступник директора з наукової роботи Інституту ядерних досліджень НАН України                            |
| 2008 | Цикл робіт «Фізика надважких ядер та поляризаційних явищ у квантовій електродинаміці та електродинаміці адронів»                           | Меренков Микола Петрович    | доктор фізико-математичних наук, професор, Інститут теоретичної фізики ім. О. І. Ахієзера Національного наукового центру «Харківський фізико-технічний інститут» НАН України                        |
| 2008 | Цикл робіт «Фізика надважких ядер та поляризаційних явищ у квантовій електродинаміці та електродинаміці адронів»                           | Степановський Юрій Петрович | кандидат фізико-математичних наук, старший науковий співробітник, Інститут теоретичної фізики ім. О. І. Ахієзера Національного наукового центру «Харківський фізико-технічний інститут» НАН України |